# Уряд Перу
Уряд Перу — вищий орган виконавчої влади Перу.

## Кабінет міністрів
| Міністерство                                               | Поточний міністр | Поточний міністр                                                                  | Партія | Партія | Дата присяги     |
| ---------------------------------------------------------- | ---------------- | --------------------------------------------------------------------------------- | ------ | ------ | ---------------- |
| · Головування в Раді міністрів                             |                  | Висенте Антонио Себальос Салинас Vicente Antonio Zeballos Salinas                 |        | незал. | 30 Вересень 2019 |
| · Міністерство закордонних справ                           |                  | Густаво Адолфо Меса-Куадра Веласкес Gustavo Adolfo Meza-Cuadra Velásquez          |        | незал. | 3 Жовтень 2019   |
| · Міністерство оборони                                     |                  | Уалтер Рогер Мартос Руис Walter Roger Martos Ruiz                                 |        | незал. | 3 Жовтень 2019   |
| · Міністерство економіки і фінансів                        |                  | Маріа Антониета Алва Луперди María Antonieta Alva Luperdi                         |        | незал. | 3 Жовтень 2019   |
| · Міністерство внутрішніх справ                            |                  | Гастон Цесар Аугусто Родрігес Лимо Gastón César Augusto Rodríguez Limo            |        | незал. | 24 Квітень 2020  |
| · Міністерство юстиції та прав людини                      |                  | Фернандо Рафаел Кастаніеда Портокарреро Fernando Rafael Castañeda Portocarrero    |        | незал. | 13 Лютий 2020    |
| · Міністерство освіти                                      |                  | Карлос Мартін Бенавидес Абанто Carlos Martín Benavides Abanto                     |        | незал. | 13 Лютий 2020    |
| · Міністерство охорони здоров'я                            |                  | Віктор Марциал Самора Месіа Víctor Marcial Zamora Mesía                           |        | незал. | 20 Березень 2020 |
| · Міністерство сільського господарства та іригації         |                  | Йорге Луис Монтенегро Чавеста Jorge Luis Montenegro Chavesta                      |        | незал. | 3 Жовтень 2019   |
| · Міністерство праці та зайнятості                         |                  | Силвиа Елисабет Кацерес Писарро Sylvia Elizabeth Cáceres Pizarro                  |        | незал. | 18 Грудень 2018  |
| Міністерство виробництва                                   |                  | Роціо Ингред Барриос Алварадо Rocío Ingred Barrios Alvarado                       |        | незал. | 11 Березень 2019 |
| · Міністерство зовнішньої торгівлі та туризму              |                  | Едгар Мануел Васкес Вела Edgar Manuel Vásquez Vela                                |        | незал. | 18 Грудень 2018  |
| · Міністерство енергетики та шахт                          |                  | Сусана Гладис Вилка Ачата Susana Gladis Vilca Achata                              |        | незал. | 13 Лютий 2020    |
| · Міністерство транспорту та зв'язку                       |                  | Карлос Едуардо Лосада Контрерас Carlos Eduardo Lozada Contreras                   |        | незал. | 13 Лютий 2020    |
| · Міністерство житла, будівництва та санітарії             |                  | Родолфо Еугенио Yаніес Уендорфф Rodolfo Eugenio Yáñez Wendorff                    |        | незал. | 3 Жовтень 2019   |
| · Міністерство у справах жінок та вразливих груп населення |                  | Глориа Еделмира Монтенегро Фигероа Gloria Edelmira Montenegro Figueroa            |        | незал. | 11 Березень 2019 |
| · Міністерство екології                                    |                  | Фабиола Марта Муніоз Додеро Fabiola Martha Muñoz Dodero                           |        | незал. | 3 Жовтень 2019   |
| · Міністерство культури                                    |                  | Сониа Елисабет Гильен Онееглио Sonia Elizabeth Guillén Oneeglio                   |        | незал. | 7 Грудень 2019   |
| · Міністерство розвитку та соціальної інтеграції           |                  | Ариела Маріа де лос Милагрос Луна Флорес Ariela María de los Milagros Luna Florez |        | незал. | 29 Жовтень 2019  |